# پیک (چاراویماق)
پیک یکی از روستاهای استان آذربایجان شرقی است که در دهستان چاراویماق مرکزی بخش مرکزی شهرستان چاراویماق واقع شده‌است.این روستا ۲۱۸ نفر جمعیت دارد.